# José Javier del Águila
José Javier del Águila Martínez (Città del Guatemala, 7 marzo 1991) è un calciatore guatemalteco, centrocampista del Cobán Imperial.

## Carriera

### Club
Comincia a giocare in patria, nel Comunicaciones. Nel 2012 si trasferisce in Portogallo, all'Oliveirense. Non riesce a collezionare alcuna presenza e, nel 2013, torna in patria, al Coatepeque. Nel gennaio 2015 passa al Comunicaciones, squadra che lo aveva lanciato. Nel 2016 viene acquistato dal Cobán Imperial.

### Nazionale
Nel 2011 debutta con la Nazionale Under-20. Convocato per la Gold Cup 2011, debutta in Nazionale maggiore il 13 giugno 2011, in Guatemala-Grenada (4-0), in cui mette a segno la rete del momentaneo 1-0.

## Palmarès

### Club

#### Competizioni nazionali
- Liga Nacional de Fútbol de Guatemala: 2

Comunicaciones: 2010-2011, 2014-2015